# Polinario Azúa
Polinario Azúa, decimoséptimo alcalde del municipio de Rancagua (Rancagua 1779-1850). Hijo de Baltasar Olivares y López de Vega y Josefa Uribe y Pizarro del Pozo Gamboa, ambos miembros de la aristocracia castellano-vasca que apoyó el bando carrerino durante la independencia de Chile.
Alcalde de Rancagua (1819). Asumió como subrogante tras la muerte del alcalde Matías Valenzuela Toro. Solo duró los meses que restaron de mandato, para luego dejar el cargo en Polinario Azúa.
| Predecesor: Juan José de Olivares y Uribe | 17º Alcalde de Rancagua 1819 | Sucesor: Pedro José de Baeza y Urzúa |